# ییرژی سوواک
ییرژی سوواک (چکی: Jiří Sovák; ۲۷ دسامبر ۱۹۲۰ – ۶ سپتامبر ۲۰۰۰) بازیگر اهل کشور جمهوری چک بود. وی بین سال‌های ۱۹۴۲ تا ۱۹۹۹ میلادی فعالیت می‌کرد و شهرتش به خاطر ایفای نقش‌های کمدی بود.
از فیلم‌ها یا برنامه‌های تلویزیونی که وی در آن نقش داشته‌است می‌توان به کلیا، وقتی گربه می‌آید، و شاه شاهان اشاره کرد.